# Bánov (okres Nové Zámky)
Bánov (Hongaars:Bánkeszi) is een Slowaakse gemeente in de regio Nitra, en maakt deel uit van het district Nové Zámky.
Bánov telt 3742 inwoners.